# Pallavolo Massa
La Pallavolo Massa è una società pallavolistica maschile italiana con sede a Massa: milita nel campionato di Serie A2.

## Rosa 2018-2019
| N° | Nome               | Ruolo | Data di nascita   | Nazionalità sportiva |
| -- | ------------------ | ----- | ----------------- | -------------------- |
| 2  | Mattia Briglia     | S/O   | 17 febbraio 1998  | Italia               |
| 4  | Gianluca Loglisci  | S     | 11 settembre 1998 | Italia               |
| 5  | Gianluca Grieco    | P     | 5 dicembre 1999   | Italia               |
| 6  | Mirko Miscione     | C     | 21 maggio 1988    | Italia               |
| 7  | Alessandro Paoli   | C     | 19 marzo 1984     | Italia               |
| 8  | Paolo Zonca        | S     | 13 maggio 1997    | Italia               |
| 9  | Marco Bacci        | L     | 29 agosto 1980    | Italia               |
| 11 | Mattia Minuti      | C     | 27 ottobre 1998   | Italia               |
| 12 | Michal Wójcik      | S     | 13 maggio 1995    | Polonia              |
| 13 | Filippo Pochini    | L     | 13 novembre 1989  | Italia               |
| 14 | Igor Jovanović     | P     | 17 maggio 1990    | Serbia               |
| 15 | Danilo De Santis   | SO    | 1º aprile 1993    | Italia               |
| 17 | Lorenzo Facchini   | S     | 17 novembre 1998  | Italia               |
| 18 | Graziano Maccarone | C     | 26 agosto 1996    | Italia               |